# Copa das Nações do Golfo de 2017
A Copa das Nações do Golfo de 2017 foi a 23ª edição da Copa das Nações do Golfo. A competição foi disputada de 22 de dezembro de 2017 a 5 de janeiro de 2018 na cidade de Kuwait, capital do país de mesmo nome.

## Seleções participantes
Oito países disputaram o título da competição.
| Equipe                 | Em 2014 | Ranking da FIFA1 |
| ---------------------- | ------- | ---------------- |
| Arábia Saudita         | 2º      | 63º              |
| Bahrein                | 7º      | 115º             |
| Emirados Árabes Unidos | 3º      | 73º              |
| Iêmen                  | 6º      | 120º             |
| Iraque                 | 8º      | 79º              |
| Kuwait                 | 5º      | 189º             |
| Omã                    | 4º      | 101º             |
| Catar                  | 1º      | 102º             |

1Dezembro de 2017.

## Sede
Originalmente, a sede da 23ª Copa das Nações do Golfo seria o Iraque. Porém, em fevereiro de 2015, o Ministério da Juventude e do Esporte do país afirmou que não teria condições de sediar a competição devido a dificuldades financeiras, mas se dispôs a sediar a edição seguinte.
Após a declaração do governo iraquiano, o Kuwait foi anunciado como sede do torneio, que ocorreria originalmente em 2016. Entretanto, como a Associação de Futebol do Kuwait havia sido banida pela FIFA em outubro de 2015 por interferência governamental no esporte e a suspensão não havia sido revogada até abril de 2016, a competição foi transferida mais uma vez, passando, então, para o Qatar.
Em novembro de 2017, três países (Arábia Saudita, Bahrein e Emirados Árabes Unidos) decidiram não participar do torneio devido à crise diplomática envolvendo esses países e o Qatar.
No início de dezembro, a suspensão do Kuwait foi revogada e os planos de sediar o torneio na Cidade do Kuwait foram retomados. Os países que haviam se retirado anteriormente decidiram voltar à competição. Dois estádios sediam a competição: o Estádio Internacional Jaber Al-Ahmad e o Estádio Al Kuwait Sports Club.

## Primeira fase
|  | Equipes classificadas às semifinais |
|  | Equipes eliminadas                  |

### Grupo A
| Pos | Equipe                 | PG | J | V | E | D | GP | GC | SG |
| --- | ---------------------- | -- | - | - | - | - | -- | -- | -- |
| 1   | Omã                    | 6  | 3 | 2 | 0 | 1 | 3  | 1  | +2 |
| 2   | Emirados Árabes Unidos | 5  | 3 | 1 | 2 | 0 | 1  | 0  | +1 |
| 3   | Arábia Saudita         | 4  | 3 | 1 | 1 | 1 | 2  | 3  | –1 |
| 4   | Kuwait                 | 1  | 3 | 0 | 1 | 2 | 1  | 3  | –2 |

| 22 de dezembro | Kuwait         | 1 – 2 | Arábia Saudita                | Estádio Jaber Al-Ahmad, Cidade do Kuwait |
| 18:30 (UTC+3)  | Al Buraiki 60' |       | Al Moasher 13' · Fallatah 52' |                                          |

| 22 de dezembro | Omã | 0 – 1 | Emirados Árabes Unidos | Estádio Jaber Al-Ahmad, Cidade do Kuwait |
| 21:00 (UTC+3)  |     |       | Mabkhout 28'           |                                          |

| 25 de dezembro | Emirados Árabes Unidos | 0 – 0 | Arábia Saudita | Estádio Jaber Al-Ahmad, Cidade do Kuwait |
| 17:30 (UTC+3)  |                        |       |                |                                          |

| 25 de dezembro | Kuwait | 0 – 1 | Omã      | Estádio Jaber Al-Ahmad, Cidade do Kuwait |
| 20:00 (UTC+3)  |        |       | Kano 58' |                                          |

| 28 de dezembro | Arábia Saudita | 0 – 2 | Omã                 | Estádio Jaber Al-Ahmad, Cidade do Kuwait |
| 17:30 (UTC+3)  |                |       | Al-Ruzaiqi 58', 77' |                                          |

| 28 de dezembro | Kuwait | 0 – 0 | Emirados Árabes Unidos | Estádio Jaber Al-Ahmad, Cidade do Kuwait |
| 20:00 (UTC+3)  |        |       |                        |                                          |

### Grupo B
| Pos | Equipe  | PG | J | V | E | D | GP | GC | SG |
| --- | ------- | -- | - | - | - | - | -- | -- | -- |
| 1   | Iraque  | 7  | 3 | 2 | 1 | 0 | 6  | 2  | +4 |
| 2   | Bahrein | 5  | 3 | 1 | 2 | 0 | 3  | 2  | +1 |
| 3   | Catar   | 4  | 3 | 1 | 1 | 1 | 6  | 3  | +3 |
| 4   | Iêmen   | 0  | 3 | 0 | 0 | 3 | 0  | 8  | –8 |

| 23 de dezembro | Catar                                                  | 4 – 0 | Iêmen | Estádio Al Kuwait, Cidade do Kuwait |
| 17:30 (UTC+3)  | Afif 2' · Al-Mahdi Ali 5' · Almoez Ali 18' · Ró-Ró 84' |       |       |                                     |

| 23 de dezembro | Bahrein    | 1 – 1 | Iraque           | Estádio Al Kuwait, Cidade do Kuwait |
| 20:00 (UTC+3)  | Rashid 79' |       | Abdul-Raheem 88' |                                     |

| 26 de dezembro | Iêmen | 0 – 1 | Bahrein    | Estádio Al Kuwait, Cidade do Kuwait |
| 17:30 (UTC+3)  |       |       | Rashid 39' |                                     |

| 26 de dezembro | Iraque                         | 2 – 1 | Catar          | Estádio Al Kuwait, Cidade do Kuwait |
| 20:00 (UTC+3)  | Ali Faez 45+1' · Ali Hisni 65' |       | Almoez Ali 17' |                                     |

| 29 de dezembro | Catar         | 1 – 1 | Bahrein   | Estádio Al Kuwait, Cidade do Kuwait |
| 17:30 (UTC+3)  | Al Haidos 45' |       | Madan 57' |                                     |

| 29 de dezembro | Iraque                                   | 3 – 0 | Iêmen | Estádio Al Kuwait, Cidade do Kuwait |
| 20:00 (UTC+3)  | Ali Hisni 54' · Ali Faez 64' · Kamel 80' |       |       |                                     |

## Fase final
|  | Semifinal                       | Semifinal              |       |  | Final                           | Final |  |
|  |                                 |                        |       |  |                                 |       |  |
|  | 2 de janeiro - Cidade do Kuwait |                        |       |  |                                 |       |  |
|  | Omã                             | 1                      |       |  |                                 |       |  |
|  | Bahrein                         | 0                      |       |  |                                 |       |  |
|  |                                 |                        |       |  |                                 |       |  |
|  |                                 |                        |       |  | 5 de janeiro - Cidade do Kuwait |       |  |
|  |                                 |                        |       |  | Omã                             | 0 (5) |  |
|  |                                 | Emirados Árabes Unidos | 0 (4) |  |                                 |       |  |
|  |                                 |                        |       |  |                                 |       |  |
|  |                                 |                        |       |  |                                 |       |  |
|  |                                 |                        |       |  |                                 |       |  |
|  | 2 de janeiro - Cidade do Kuwait |                        |       |  |                                 |       |  |
|  | Iraque                          | 0 (2)                  |       |  |                                 |       |  |
|  | Emirados Árabes Unidos          | 0 (4)                  |       |  |                                 |       |  |

Semifinais
| 2 de janeiro  | Omã                 | 1 – 0 | Bahrein | Estádio Jaber Al-Ahmad, Cidade do Kuwait |
| 17:15 (UTC+3) | Al Jabar 29' (g.c.) |       |         |                                          |

| 2 de janeiro  | Iraque | 0 – 0 (pro) | Emirados Árabes Unidos | Estádio Jaber Al-Ahmad, Cidade do Kuwait |
| 20:30 (UTC+3) |        |             |                        |                                          |

|                                     |       | Penalidades                          |  |
| Abdul-Zahra Abdul-Amir Tariq Attwan | 2 – 4 | Mabkhout Abdulrahman Esmaeel Barqesh |  |

Final
| 5 de janeiro  | Omã | 0 – 0 (pro) | Emirados Árabes Unidos | Estádio Jaber Al-Ahmad, Cidade do Kuwait |
| 20:00 (UTC+3) |     |             |                        |                                          |

|                                                  |       | Penalidades                                   |  |
| Al-Muqbali Al-Mukhaini Kano Al-Ruzaiqi Al-Khaldi | 5 – 4 | Mabkhout Barman Ismail Al-Menhali Abdulrahman |  |

| Copa das Nações do Golfo de 2017            |
| Omã                                         |
| ------------------------------------------- |
| Seleção Omani de Futebol Campeã (2° título) |

## Artilharia
Gols marcados em disputas por pênaltis não entram na contagem.
2 gols
| - Jamal Rashid - Ali Faez | - Ali Hisni - Said Al-Ruzaiqi | - Almoez Ali |

1 gol
| - Salman Al Moasher - Mukhtar Fallatah - Ali Madan - Ali Mabkhout | - Mohannad Abdul-Raheem - Mahdi Kamel - Abdullah Al Buraiki - Ahmed Kano | - Akram Afif - Hassan Al-Haidos - Al-Mahdi Ali Mukhtar - Pedro Miguel Correia (Ró-Ró) |

1 gol contra
- Mahdi Abd Al Jabar (a favor de  Omã)